# Župnija Sv. Marjeta ob Pesnici
Župnija Sv. Marjeta ob Pesnici je rimskokatoliška teritorialna župnija dekanije Jarenina mariborskega naddekanata, ki je del nadškofije Maribor.

## Sakralni objekti
- Cerkev sv. Marjete, Pernica (župnijska cerkev)
- Cerkev Karmelska Mati božja, Kušernik
- Cerkev Žalostna Mati božja, Vosek